# Świętoborzec
Świętoborzec (niem.: Landgestüt) – peryferyjna, południowa dzielnica Łobza (województwo zachodniopomorskie), stanowiąca dawniej odrębną osadę, położona przy drodze do Węgorzyna. Znajdują się tu obiekty pozostałe po działającym tu do 2004 roku łobeskim Stadzie Ogierów, stanowiącym niegdyś jedną z największych atrakcji miasta.

## Historia

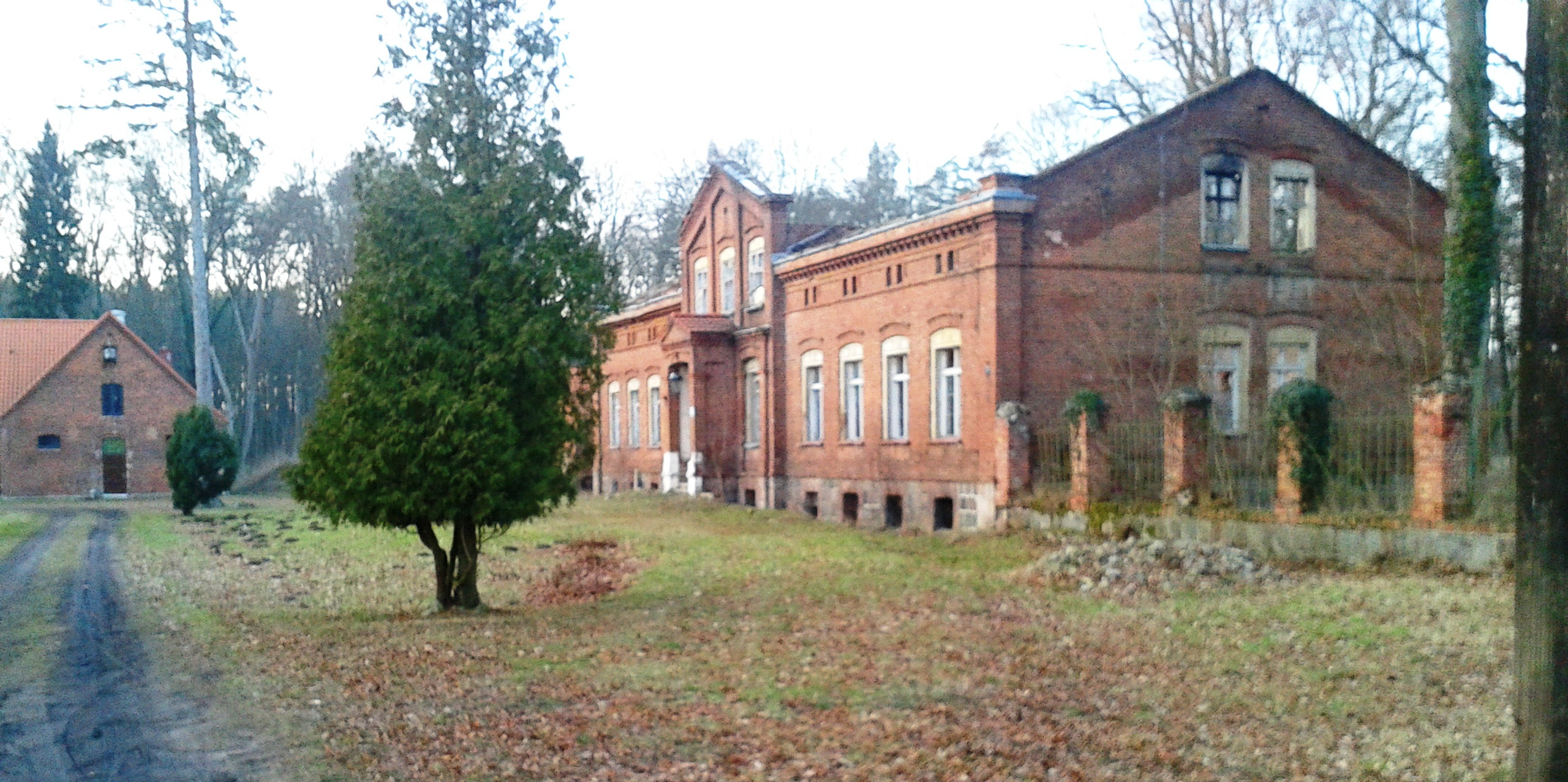
Świętoborzec - zabytkowy dworek dyrektora - ruiny

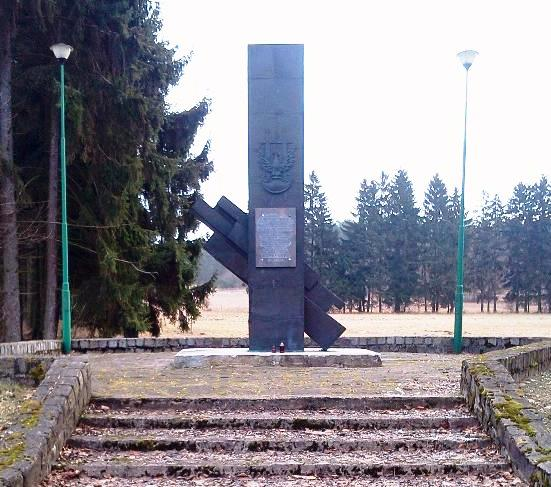
Pomnik dla poległych żołnierzy - Wieczna chwała poległym bohaterom

Zaczątkiem Świętoborca była Pommersches Landgestüt Labes (Pomorska Stadnina Koni w Łobzie), założona tu w 1876 roku przez pochodzącego ze Stade (Dolna Saksonia) Juliusa von Schlüttera.
Przez wiele lat był on oficerem dragonów w Celle. W 1874 wystąpił z tej formacji i zaczął tworzyć stadninę w Świętoborcu. Do pracy przy budowie stadniny namówił też część swoich podwładnych. Cesarsko-królewskie ministerstwo w Berlinie już wcześniej, wiosną 1872 roku, wysunęło propozycję ulokowania stadniny koło Łobza, Świdwina bądź Goleniowa. W 1874 można było rozpocząć budowę stajni oraz budynków administracyjnych i służbowych. W 1876 nastąpiło oficjalne przekazanie stadniny dotychczasowemu komisarycznemu koniuszemu. 10 kwietnia 1874 dyrektorem i masztalerzem obiektu został Julius von Schlütter. Rozpoczęto wtedy budowę dworku dla właściciela, który zachował się do dziś.
Zasadniczym celem funkcjonowania Stada Ogierów było uszlachetnianie pomorskich koni. W 1887 świętoborskie stado liczyło 200 ogierów, przeważnie półkrwi. Gdy armia radziecka zaczęła zbliżać się do stadniny, podjęto decyzję o ucieczce i 2 marca 1945 koniuszy wraz ze stadem ruszyli na północny zachód, aby ocalić zwierzęta. Akcję ratunkową wspierała grupa młodych chłopców i dziewcząt oraz 17 francuskich robotników przymusowych. W Konarzewie Armia Czerwona odebrała uciekającym 350 koni, które zostały wywiezione na Kaukaz i Krym. W 1947, po przydzieleniu tych ziem Polsce, utworzono tu państwowe gospodarstwo rolne pod nazwą Państwowe Stado Ogierów Łobez. W 1948 liczba koni wynosiła 48, w 1956 – już 300. Po wojnie organizowano tu zawody konne, gonitwy za lisem, a także powożenie zaprzęgami. Od lat 90. stado zaczęło popadać w ruinę. W 1993 po przekształceniu jako Stado Ogierów Łobez, w 1994 jako Stado Ogierów Skarbu Państwa Łobez oraz wydzielony Zakład Treningowy Skarbu Państwa Łobez. W 2003 stado przyłączono do Stada Ogierów w Sierakowie Wielkopolskim Sp. z o.o.. W 2004 stado zlikwidowano. W grudniu 2004 roku ostatnie konie trafiły do Białego Boru. Dawne stado zakupiła spółka.
Niegdyś mieściła się tu także kuźnia miedzi oraz młyn zbożowy, który powstał w 1871 r. Oba obiekty należały do rodziny Puchsteinów. Po bankructwie kuźni budynki, w których się mieściła, przerobiono na hale z urządzeniami młynarskimi. Wtedy też spiętrzono strumień, który miał swoje źródła w bonińskim lesie, aby powstało jezioro.
Tutaj żołnierze polscy z 43 Pułku Artylerii Lekkiej (dowódca: mjr Ilia Sadowski) (6 Brygada Artylerii Lekkiej), stoczyli potyczkę 6 marca 1945 z oddziałami X Korpusu SS (dowódca: gen. por. Günther Krappe – ur. 1893, †1981) w sile 20 czołgów i ok. 500 żołnierzy. Straty niemieckie to ok. 200 żołnierzy (zabitych lub rannych), a pozostali poddali się, a straty polskie to kilku poległych oficerów (porucznik Aleksander Segal - zastępca dowódcy ds. polityczno-wychowawczych 6 Brygady Artylerii Lekkiej, porucznik Jan Córuś, kapitan Michał Pisariew, podporucznik Fedor Dołganin, podporucznik Maśnikow i podporucznik Mieczysław Niewidziajło, którego ojciec Franciszek Niewidziajło dokonał symbolicznego aktu zaślubin Polski z morzem), którzy zginęli w walce wręcz i kilku poległych żołnierzy (kanonier Kowalski i inni).
Mieczysław Niewidziajło pochowany został na cmentarzu w Łobzie, jednej z ulic w Łobzie nadano imię ul. Aleksandra Segala, a tutaj w Świętoborcu w roku 1987 postawiono pomnik upamiętniający poległych żołnierzy LWP.